# Técnica
Técnica (del griego τέχνη téchnē ‘arte’) es el conjunto de procedimientos, reglas, normas, acciones y protocolos que tiene como objetivo obtener un resultado determinado y efectivo, ya sea en el campo de la informática, las ciencias, el arte, el deporte, la educación o en cualquier otra actividad.

## Requerimientos de la técnica
La técnica en primer lugar requiere tanto destrezas manuales como intelectuales, frecuentemente el uso de herramientas y de varios conocimientos. En los animales, las técnicas son características de cada especie. En el hombre, la técnica surge de su necesidad de modificar el medio y se caracteriza por ser transmisible, aunque no siempre es consciente o reflexiva. Generalmente, cada individuo la aprende de otros (a veces la inventa) y, finalmente, la modifica. Es generalizada la creencia, que solo las personas son capaces de construir con la imaginación, algo para que luego puedan concretar en la realidad. Sin embargo, algunos primates superiores, aparte del hombre, pueden fabricar herramientas. La técnica, a veces difícil de diferenciar de la tecnología, surge de la necesidad de transformar el entorno para adaptarlo mejor a sus necesidades 

## Conceptos relacionados
- La palabra tecnología tiene entre sus acepciones el estudio de las técnicas, o también el conjunto de los instrumentos y procedimientos industriales de cierto sector. No obstante el significado de esta palabra no se ha estabilizado todavía.[2]
- El uso de herramientas, de algoritmos, de organización de tareas.
- El arte, donde se incluyen además de herramientas y procesos, el uso de formas y estructuras.
  - Por ejemplo, en la música, donde la técnica se refiere a la manera de ejecutar un instrumento musical, así como a la manera de componer y precomponer (véase también: técnica extendida).
  - La palabra «técnica» empezó a usarse en castellano solo hacia 1900 ya que hasta entonces su significado lo cubría la palabra «arte». Fue en el siglo XIX cuando se introdujo una distinción clara entre las «bellas» artes, que persiguen la emoción estética, y lo que hoy se denomina técnica, que busca la utilidad con racionalidad y eficiencia.[3]

Las técnicas instruccionales son herramientas didácticas que utiliza el instructor para reforzar o concretar el objetivo de aprendizaje planteado.
La elección de las técnicas varía de acuerdo al objetivo, las características de los participantes y del curso, y de la dinámica grupal.
La técnica se refiere a los procedimientos y recursos que se emplean para lograr un resultado específico. Las técnicas tienen el objetivo de satisfacer necesidades y requieren de quien las aplica.
Cualquier actividad que es realizada en la vida diaria sigue un método o procedimiento, es decir, una técnica.

## Historia
La historia de la técnica es la historia de la invención de herramientas y técnicas con un propósito práctico. La historia moderna está relacionada íntimamente con la historia de la ciencia, pues el descubrimiento de nuevos conocimientos ha permitido crear nuevas cosas y, recíprocamente, se han podido realizar nuevos descubrimientos científicos gracias al desarrollo de nuevas tecnologías, que han extendido las posibilidades de experimentación y adquisición del conocimiento.